# John Massis

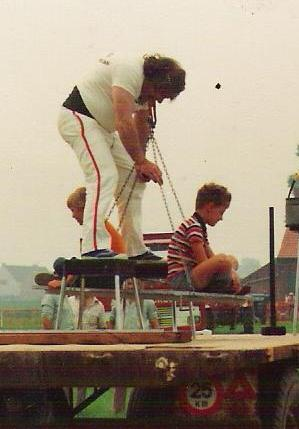
John Massis die twee kinderen opheft met zijn tanden in 1978.

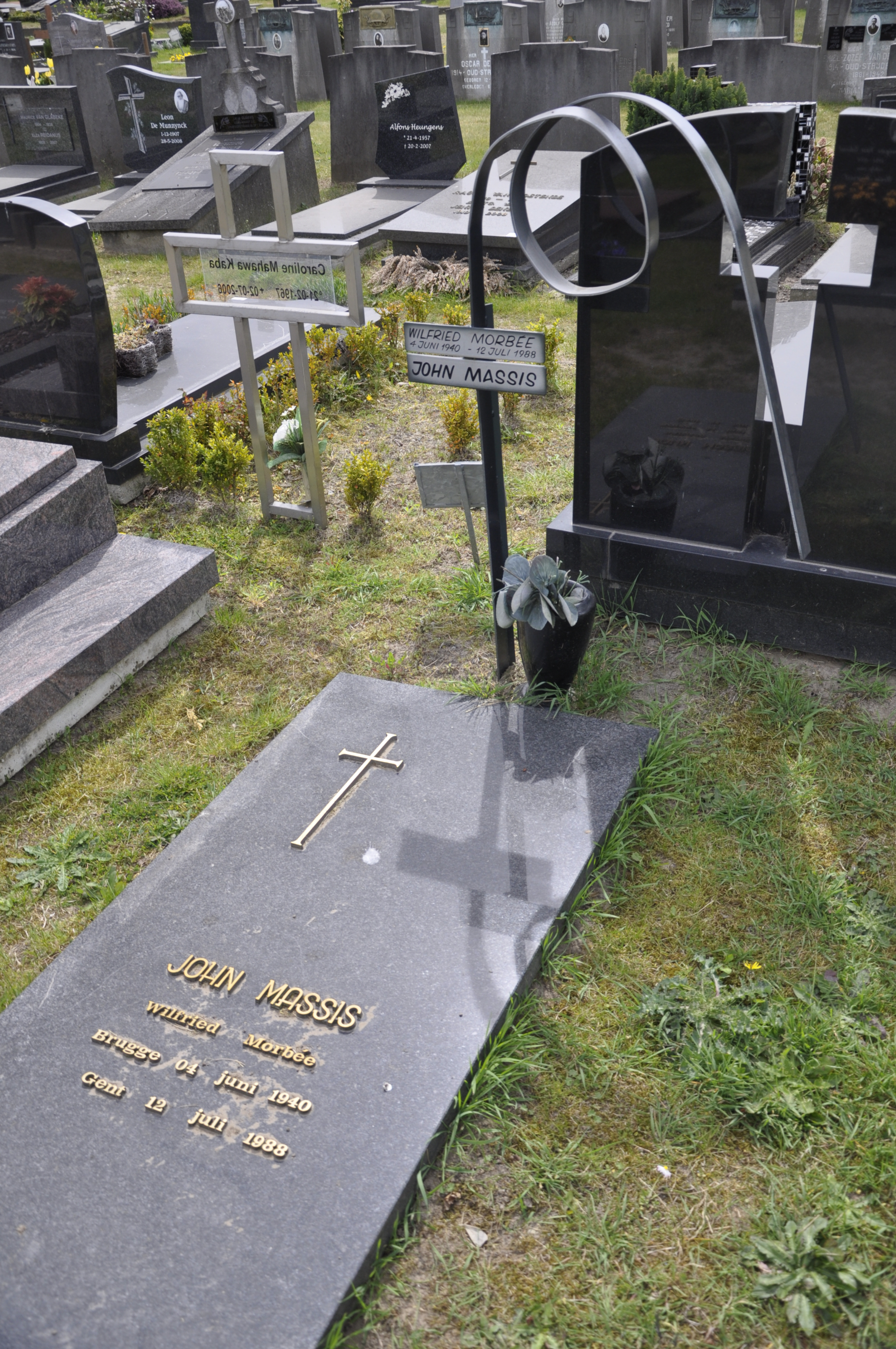
Laatste rustplaats John Massis op de begraafplaats van Gentbrugge.

Wilfried Morbée (Brugge, 4 juni 1940 - Gent, 12 juli 1988), beter bekend als John Massis,  was een Belgisch krachtpatser en tandacrobaat.
Massis specialiseerde zich in het plooien van ijzer met zijn gebit. Hij voerde ook stunts uit waarbij hij met zijn gebit auto's optilde, treinen voorttrok, of motorfietsen of zelfs helikopters tegenhield. Hij haalde hiermee meermaals het Guinness-recordboek.

## Biografie
John Massis bleek als kind al aanleg voor formidabele kracht te hebben. In 1957 trad hij voor het eerst op onder het pseudoniem "Mocules de sterke man". In 1960 trok hij voor het eerst een auto met vier passagiers honderd meter verder. Drie jaar later werd hij professioneel circusartiest en toerde tot 1972 met diverse circussen heel Europa rond. In 1963 nam hij voor het eerst de naam "John Massis" aan, gebaseerd op de voornaam van de Amerikaanse bokser John Cosmeyer en krachtpatser John Donk en de Italiaanse filmreeks Maciste. In 1967 haalde hij voor het eerst het Guinness-recordboek door onder meer een tram van vijftien ton met zijn tanden voort te trekken en een trein van zesendertig ton vijftien meter verder te slepen. In 1969 hield hij in Tokio een vliegtuig van 200 paardenkracht op 2100 toeren vast en in 1972 te Grimbergen een vliegtuig van 700 paardenkracht op 1800 toeren.
Massis stopte in 1972 met het circusleven omdat hij te slecht werd betaald. Hij begon een nieuw leven als portier in een Gentse discotheek en als controleur van gasketels. De man bleef tijdens de rest van het decennium solo rondtoeren en wereldwijd formidabele stunts volbrengen.
In 1980 richtte hij de piratenzender 'Radio Superstar' op en nam een eigen 45-toerenplaat, John Massis de krachtpatser (1980) op. In  1987 volgde samen met Willy Sommers de single Zet er je tanden in en in 1983 richtte hij de politieke partij 'Positieve Radicalen' op. Na een reportage over Massis op de Vlaamse tv (BRT) kreeg hij 300 brieven van mensen die lid wilden worden van deze partij. In 1987 wees Massis Mark Depré aan als voorzitter. De voortijdige dood van Massis betekende meteen ook het einde van de partij.
Massis voelde zich in zijn latere levensjaren in toenemende mate in zijn ambities gefrustreerd en door pers en publiek miskend. Hoewel hij stunts bleef uitvoeren was de belangstelling van de pers steeds kleiner geworden. Toen ook zijn relatie uitraakte en zijn conditie sterk achteruit ging door suikerziekte kwam hij in een depressie terecht. 
In 1987 plaatste hij anoniem een contactadvertentie in de krant De Morgen om een nieuwe partner te vinden, maar men kwam te weten dat hij deze advertentie had geplaatst. Jan Van Rompaey draaide in zijn praatprogramma Argus live het telefoonnummer uit de advertentie. Men stootte op zijn antwoordapparaat, maar Massis was nu wel voor gans televisiekijkend Vlaanderen belachelijk gemaakt.
Een delirium ten gevolge van diabetes leidden tot zijn opname in het Psychiatrisch Centrum Dr. Guislain te Gent. Op 11 juli 1988 verliet hij ongemerkt dit ziekenhuis. De dag erna werd hij dood aangetroffen in de garage van zijn eigen woning. Zijn overlijden wordt toegeschreven aan zelfdoding. Massis kreeg een laatste rustplaats op de begraafplaats van Gentbrugge. Zijn grafsteen is versierd met een door hem geplooid bandijzer.

## John Massis in populaire cultuur
- Hij was een van de circusartiesten in het jeugdfeuilleton Circus Rondau.
- Hij had een gastrol in het kinderprogramma De Opkopers en Diamanten bij het ontbijt in de jeugdreeks Merlina.
- Hij speelde een belangrijke rol als stripfiguur in de satirische strip Pest in 't Paleis (1983) door Guido van Meir en Jan Bosschaert.
- Hij speelde de rol van beul in de film "De leeuw van Vlaanderen", (1984) een verfilming door Hugo Claus van de gelijknamige roman van Hendrik Conscience.
- Cartoonist Pirana maakte tijdens de jaren 80 een vedettenstrip rond Massis, "Het Land Zonder Tanden" (1986), en was een van zijn beste vrienden.
- In het Kiekeboe-album De spray-historie (1988) komt een krachtpatser voor die "John Massif" heet, een woordspeling op Massis.
- Noordkaap bracht in 1999 het album Massis uit, naar John Massis.
- Johan Heldenbergh bracht in 2004 een theaterstuk gebaseerd op het leven van Massis: Massis, the musical.
- In 2005 eindigde hij op nr. 172 in de Vlaamse versie van De Grootste Belg.

## Meer informatie
D'HOOGE, Bavo, "Stalen Kaken: John Massis", Davidsfonds/Leuven, 2005.